# Biblioteca Nacional de Singapur

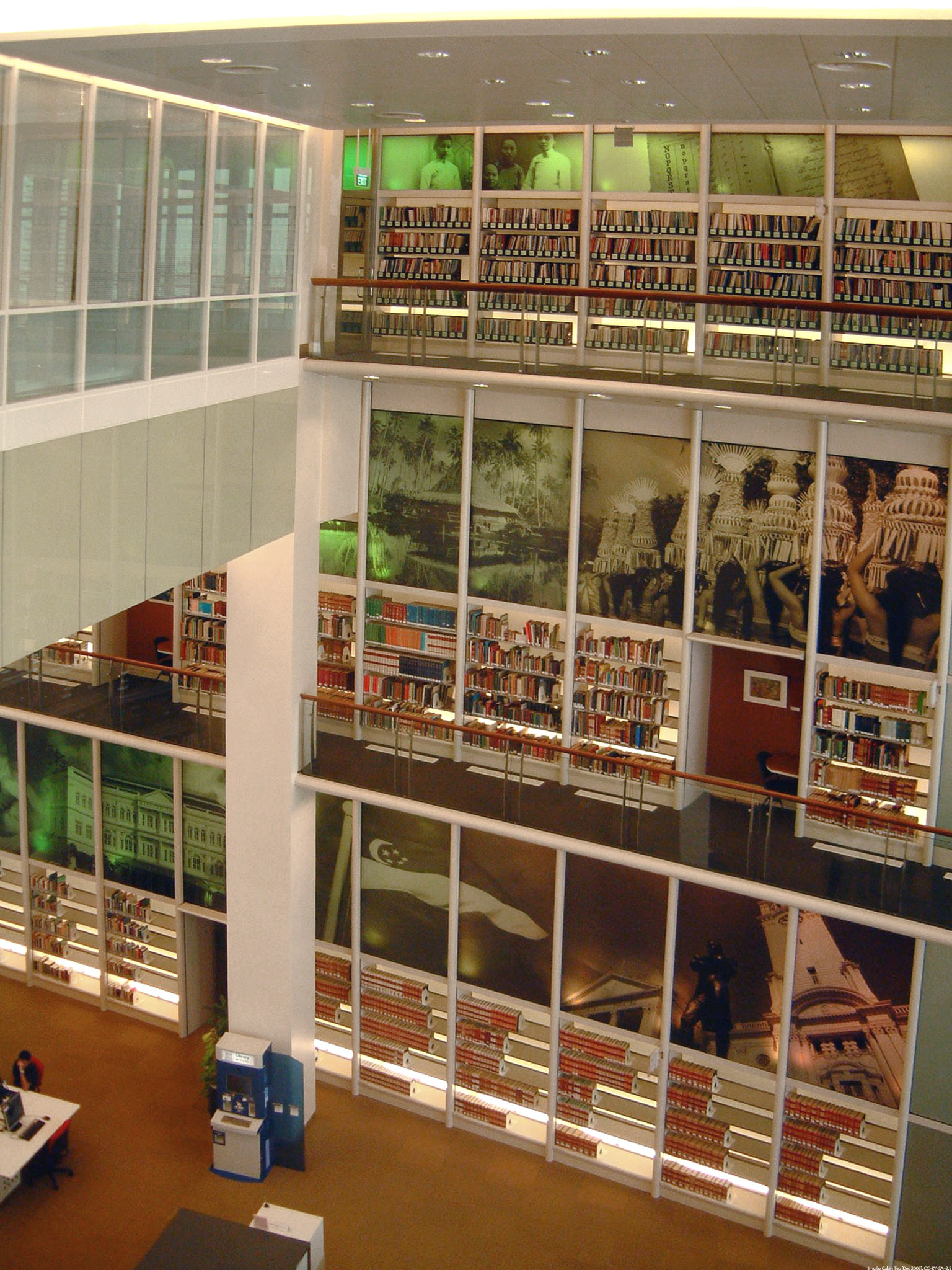
Imagen del interior.

La Biblioteca Nacional de Singapur (en chino simplificado 国家图书馆; en malayo Perpustakaan Negara) tiene su sede en un edificio de la calle Victoria, arteria del centro de la ciudad, en Singapur desde que en 2005 se completó un edificio de dos bloques. Hasta entonces el fondo bibliográfico había estado en un edificio de la calle Stamford.
La institución goza de poderes parlamentarios para recibir y guardar en un fondo permanente todo archivo impreso en el país, aconsejar y coordinar los recursos y servicios gubernamentales en materia de bibliotecas, y proveer referencias, bibliografía y préstamos entre bibliotecas para su utilización en los departamentos del gobierno y el parlamento. Es además agencia organizadora de préstamos e intercambios nacionales e internacionales. Además de biblioteca funciona como sede de proyectos regionales, como el International Serials Data System (ISDS) y el consorcio asiático de bibliotecas nacionales y centros de documentación (NLDC-SEA).
En septiembre de 1977 contaba con un fondo bibliográfico de 1 035 281 libros.

## Publicaciones
Como institución, la biblioteca ha publicado los siguientes boletines:
- Singapore National Bibliography (desde 1967).
- Singapore Periodicals Index (1969 - 1970).
- Books about Singapore (desde 1962)